# Bariza Khiari
Pour les articles homonymes, voir Khiari.
Bariza Khiari, née Debbah, le 3 septembre 1946 à Ksar Sbahi dans la wilaya de Oum El Bouaghi (Algérie),, est une femme politique française, ancienne sénatrice de Paris dans le groupe socialiste et ancienne vice-présidente du Sénat.
Cadre d'En marche !, devenu La République en marche, elle est membre du bureau exécutif du parti depuis fin 2017.

## Biographie

### Vie familiale
Bariza Khiari est mariée et mère de trois enfants. Elle possède la double nationalité française et algérienne.

### Formation
Elle a obtenu DESS et un Master of Business Administration de gestion des entreprises auprès de l'Institut d'administration des entreprises de Paris (IAE Paris), de l'université Paris 1 Panthéon-Sorbonne en 1981.[réf. nécessaire]

### Carrière professionnelle
Bariza Khiari a été déléguée régionale au tourisme de l'Île-de-France (1999-2004),, commissaire du gouvernement du groupement d'intérêt public Bourse solidarité vacances (2000-2003), membre du Comité national de réflexion et de propositions sur la laïcité à l'école (2002-2005), et déléguée départementale de l'Éducation nationale de Paris, pensionnée depuis le 1er octobre 2006.

### Engagements politique et associatif
Militante du MRAP, de la FCPE du lycée Janson-de-Sailly et de la CFDT (dont elle a été secrétaire adjointe de la section du ministère de l'Écologie), elle est engagée politiquement depuis la fin des années 1970. Farouche opposante des « statistiques ethniques », elle est l'une des fondatrices du Club XXIe siècle (aux côtés de Rachida Dati ou Rama Yade).
Bariza Khiari est membre du groupe sénatorial d'amitié France-Maroc.
Au sein du Parti socialiste, elle est membre du conseil national et du bureau national. Elle est l'une des principales animatrices du mouvement Rassembler à Gauche, qui fédère les fabiusiens.
Conseillère d'arrondissement de Paris (16e arrondissement), elle a été élue sénatrice de Paris le 26 septembre 2004. Elle était, en 2004, avec Alima Boumediene-Thiery, la seule personne de culture musulmane de métropole élue au Sénat. En 2004, elle a été élue « sénatrice de l'année » par le jury du prix du Trombinoscope.
Le 25 septembre 2011, le Sénat bascule à gauche pour la première fois dans l'histoire de la Ve République. Bariza Khiari, réélue sénatrice, devient vice-présidente du Sénat.
Elle est à l'origine d'une proposition de loi permettant aux étrangers d'accéder à certains emplois qui leur étaient auparavant fermés, proposition adoptée à l'unanimité au Sénat le 11 février 2009.
En octobre 2013, elle inaugure le colloque au Sénat[réf. nécessaire] sur l'islam des Lumières avec Reza, Tahar Ben Jelloun, Malek Chebel, Olivier Weber, Abdelkader Djemaï, Gilles Kepel et Barmak Akram. Le débat a été ensuite reproduit en novembre de la même année au Maroc lors d'une conférence sur la tolérance.
En 2013, elle préside des séances du Sénat lors des débats sur la loi Taubira,, relative à l'ouverture du mariage aux couples homosexuels, qu'elle soutient.
En avril 2016, elle est élue nouvelle présidente de l’Institut des cultures d'Islam (ICI), un établissement culturel de la ville de Paris où elle succède à Jamel Oubechou.
En octobre 2016, elle est désignée déléguée nationale du mouvement En marche ! porté par Emmanuel Macron, parmi huit autres personnalités du monde politique et économique.
Elle est, entre août et novembre 2017, membre de la direction collégiale de La République en marche à titre intérimaire. Elle intègre ensuite le bureau exécutif du parti en tant que membre de droit, affectée au suivi du « maillage territorial »,.

### Décorations
- Chevalier de l'ordre national du Mérite (2001)[18]
- Chevalier de la Légion d'honneur (14 juillet 2018)[19]
- Officier de l'ordre des Arts et des Lettres (31 août 2018)[20]